# Zaljubiška
Zaljubiška je deseti studijski album Lepe Brene i Slatkog greha. Izdan je 27. studenoga 1991. godine preko izdavačke kuće PGP RTB.
Ovo je Brenin jedanaesti od dvanaest albuma sa Slatkim grehom.
Nekoliko tjedana kasnije, Brena se udala za Slobodana Živojinovića. Zbog novog obiteljskog života i raspada SFRJ, Brena i bend prekidaju suradnju te Brena dvije godine kasnije započinje samostalnu karijeru. Zadnji album zajedno snimaju 2000. godine.
Album nije dobro prošao jer je Brena bila zabranjena tijekom ratova u Jugoslaviji.

## Popis pjesama
| Br. | Skladba                    | Trajanje |
| --- | -------------------------- | -------- |
| 1.  | »Zaljubiška«               | 3:30     |
| 2.  | »Ljubavne igrarije«        | 3:00     |
| 3.  | »Momci na vidiku«          | 3:08     |
| 4.  | »Kuc, kuc«                 | 3:15     |
| 5.  | »Neka ljubav pobedi«       | 3:40     |
| 6.  | »Pesma narodna«            | 3:58     |
| 7.  | »Zatvori oči«              | 3:06     |
| 8.  | »Beli se golubovi vraćaju« | 3:52     |
| 9.  | »Opa, opa, opa«            | 2:31     |
| 10. | »Sretna nova godina«       | 2:58     |

Pjesma br. 2 duet je s Džejom Ramadanovskim.

## Izdanja
| Regija          | Datum               | Format(i)  | Izdavač | Ref.  |
| --------------- | ------------------- | ---------- | ------- | ----- |
| SFR Jugoslavija | 27. studenoga 1991. | LP, kaseta | PGP RTB | [ 1 ] |